# Edgardo Andrada
Edgardo Norberto Andrada (Rosário, 2 de janeiro de 1939 – Rosário, 4 de setembro de 2019) foi um futebolista argentino que atuou como goleiro.
Ídolo do Rosario Central e do Vasco da Gama, morreu em setembro de 2019, aos 80 anos.

## Carreira

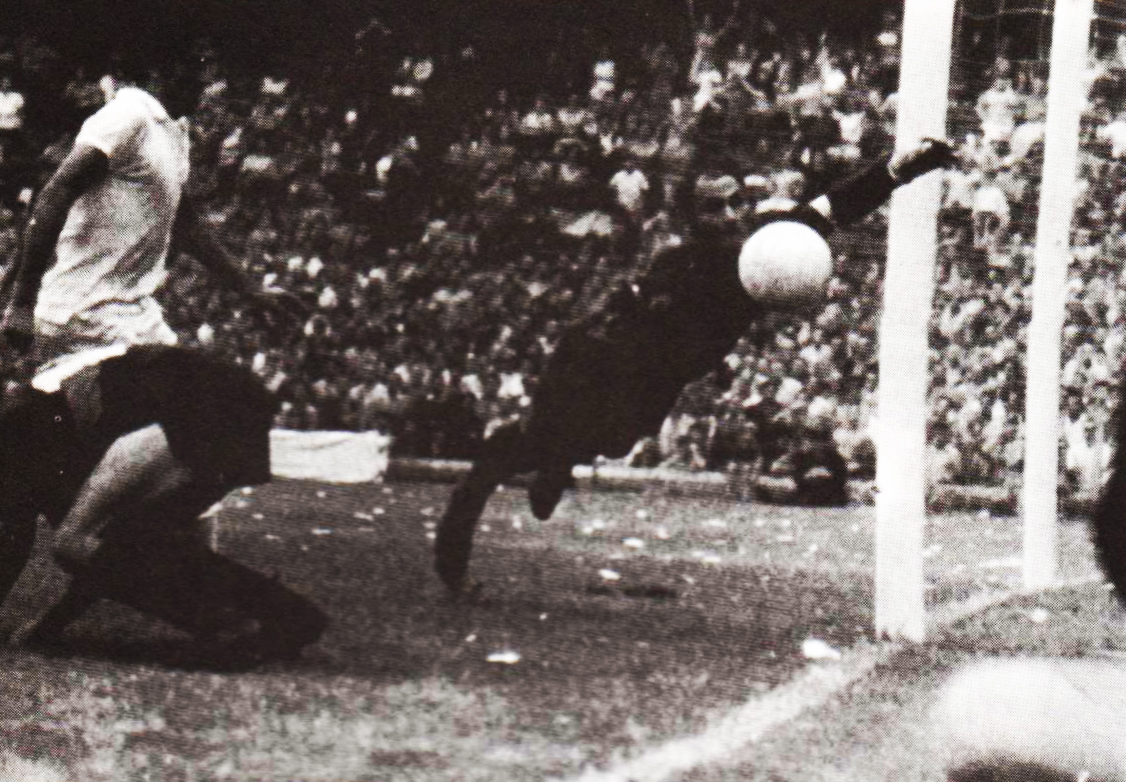
Andrada em uma partida contra o Boca Juniors, em 1960

O goleiro começou a carreira em 1960, no seu país, defendendo o Rosario Central. Em 1969, o Vasco da Gama comprou o seu passe e ele mudou-se para o Brasil. Foi no clube carioca que Andrada viveu a melhor fase da sua carreira, atuando em mais de 300 partidas, conquistando títulos e prêmios pessoais.
Após seis anos no clube, Andrada mudou-se para a Bahia para defender o Vitória. A sua passagem pelo rubro-negro baiano durou apenas um ano e, em 1977, o goleiro retornou ao seu país natal para defender o Colón, onde ficou até 1982. No mesmo ano ainda defendeu o modesto Renato Cesarini, e logo em seguida anunciou sua aposentadoria.

### Milésimo gol de Pelé
Numa quarta-feira, 19 de novembro de 1969 (ano em que chegou ao Vasco da Gama), Andrada teve à sua frente ninguém menos que Pelé, que perseguia a marca de 1000 gols na carreira. O Estádio do Maracanã recebeu 65 157 pessoas que queriam ver o jogador alcançar a marca histórica, mas Andrada não queria entrar para história como o goleiro que sofreu o milésimo gol do craque. Ou como o "Goleiro do Rei" como foi chamado pela mídia, mas, provavelmente, não muito propalado pela maneira não muito agradável como Andrada encarou na época essa situação.
O argentino esforçou-se para não sofrer o gol, mas ao 33 minutos do segundo tempo houve um pênalti a favor do Santos, e era a grande oportunidade do atacante marcar. Todos no estádio gritavam o nome de Pelé. Andrada saltou para o lado certo e tocou na bola, mas não foi suficiente para evitar que Pelé marcasse o milésimo gol. Posteriormente, em 2007, o goleiro afirmaria:
| “ | Pelé cobrou. Eu bati na bola, mas não consegui defender. Depois, com o tempo, as coisas foram mudando. Eu me acostumei com o fato e hoje convivo de uma forma muito gostosa com aquele milésimo gol. | ” |

## Vínculo com a Ditadura militar
Após deixar o futebol, atuou como funcionário da Secretaría de Inteligencia durante o Processo de Reorganização Nacional. Em 2008, chegou a ser acusado de participação no sequestro e morte de dois militantes peronistas em maio de 1983, mas por falta de provas não foi levado a julgamento.

## Títulos
Rosário Central
- Campeonato Rosarino: 1961 e 1962

Vasco da Gama
- Campeonato Carioca: 1970
- Taça José de Albuquerque: 1972
- Torneio Quadrangular do Rio de Janeiro: 1973
- Troféu Pedro Novaes: 1973
- Torneio Erasmo Martins Pedro: 1973
- Campeonato Brasileiro: 1974
- Taça Oscar Wright da Silva: 1974
- Taça Danilo Leal Carneiro: 1975
- Taça Cidade de Cabo Frio: 1975

Vitória
- Torneio José Américo de Almeida Filho de 1976

Seleção Argentina
- Copa Carlos Dittborn Pinto: 1962 e 1968

### Prêmios individuais
- Bola de Prata da revista Placar: 1971
- Melhor goleiro do Campeonato Brasileiro: 1971
- Melhor jogador do Vasco da Gama na temporada 1972